# DARAG Deutsche Versicherungs- und Rückversicherungs-AG
Die DARAG Deutschland AG ist ein Spezialversicherer für Run-off. Das Unternehmen übernimmt inaktives Geschäft von Erst- und Rückversicherungsunternehmen im Nicht-Leben-Bereich und wickelt dieses ab.

## Geschichte

### Die DARAG in der DDR
Die DARAG hat ihre Ursprünge in der Auslands- und Rückversicherungs-AG der DDR – auch: Deutsche Auslands- und Rückversicherungs-AG (DARAG), ihrerseits wiederum Rechtsnachfolger der früheren Schwarzmeer-Ostsee-Versicherungs-AG. Bei ihrer Gründung war sie neben der Deutschen Versicherungsanstalt ein zugelassenes Versicherungsunternehmen mit 50 Prozent sowjetischer Beteiligung. Sie hatte ihren Sitz in Berlin und unterhielt Außenstellen in Leipzig und Magdeburg sowie eine Filialdirektion in Rostock.
Die deutschen Anteile befanden sich in den Händen der Kammer für Außenhandel der DDR, der Deutschen Versicherungsanstalt und einiger Außenhandelsunternehmen und Außenhandelsgesellschaften. Die DARAG hatte 1958 die Geschäfte der Schwarzmeer und Ostsee Allgemeine Versicherungs-AG in den Bereichen der Versicherung, des Ex- und Imports sowie des Transitverkehrs übernommen.
Diese Versicherung hatte die Aufgabe, als Auslands- und Rückversicherungseinrichtung der DDR die Auslandsversicherung und internationale Rückversicherung zu übernehmen. Zum Aufgabenbereich der DARAG gehörten insbesondere:
- die Versicherung der Export- und Importsendungen gegen Transportschäden,
- die Versicherung der Hochseehandels- und Hochseefischereiflotte, der Binnenflotte und der zivilen Luftflotte der DDR
- die Versicherung der See- und Flughäfen gegen Haftpflichtansprüche
- die Versicherung im Bau befindlicher Wasserfahrzeuge, die Haftpflichtversicherung der Werften für Schiffsneubauten und Schiffsreparaturen
- die aktive und passive Rückversicherung
- die Kreditversicherung

### Die DARAG nach der Wiedervereinigung
Nach der Wiedervereinigung Deutschlands wurde die Versicherung in DARAG Deutsche Versicherungs- und Rückversicherungs-AG umbenannt und 1990 mehrheitlich von der Colonia AG, der späteren AXA Versicherung AG, übernommen. 2001 ging sie vollständig in den Besitz der AXA über. 2006 wurde die DARAG von der Württembergische und Badische Versicherung AG übernommen, die sie 2008 an die Augur Capital Gruppe veräußerte. Augur richtete das Geschäftsmodell der DARAG auf Run-off-Lösungen in der Nicht-Leben-Versicherung aus. Ab 2010 hat die DARAG ihren Firmensitz in Wedel bei Hamburg. Im April 2014 wurde bekannt, dass der Investor Keyhaven Capital Partners gemeinsam mit dem Management die Darag vom Vorbesitzer Augur Financial Opportunity SICAV übernimmt. 2018 wurde der Sitz nach Hamburg verlegt.

## Unternehmensprofil
Die DARAG ist das erste deutsche Versicherungsunternehmen, das sein Geschäftsmodell ausschließlich auf die Übernahme inaktiver Portfolios aus der Schaden- und Unfallversicherung ausgerichtet hat.
Als Run-off-Spezialversicherer unterliegt die DARAG, wie alle Versicherungen, der Bundesanstalt für Finanzdienstleistungsaufsicht (BaFin). Rechtliche Unterschiede zu einem Versicherer mit aktivem Geschäft gibt es nicht. Die BaFin muss in jedem Einzelfall den Verkauf inaktiver Bestände an einen Run-off-Versicherer wie der DARAG genehmigen. Dazu werden zum Beispiel die Zuverlässigkeit, das Geschäftsmodell und die Kapitalisierung geprüft.
Von 2009 bis Ende des Jahres 2014 hat die DARAG insgesamt 17 inaktive Versicherungsbestände übernommen und verwaltet damit Portfolios in zehn europäischen Ländern (Stand: Dezember 2014).

## Einzelbelege
1. ↑  Ludz Peter Christian Johannes Kuppe: DDR Handbuch. Hrsg.: Bundesministerium für innerdeutsche Beziehungen der BRD. 1. Auflage. Verlag Wissenschaft und Politik, Köln 1979, ISBN 3-8046-8515-3, S. 253.
2. ↑  Definition : portfolio runoff – Insurance Glossary (Memento des Originals vom 16. August 2016 im Internet Archive)  Info: Der Archivlink wurde automatisch eingesetzt und noch nicht geprüft. Bitte prüfe Original- und Archivlink gemäß Anleitung und entferne dann diesen Hinweis.
A practice under which a reinsurance portfolio is allowed to continue until all ceded premium is earned or all losses are closed, or both. It is the opposite of a portfolio return. International Risk Management Institute, Inc. (IRMI)
3. ↑  Koch, Peter: Geschichte der Versicherungswirtschaft in Deutschland, S. 443.
4. ↑  Britischer Investor übernimmt 100 Prozent an Run-off-Versicherer Darag. In: FONDS Professionell. 9. April 2014, abgerufen am 10. April 2014.
5. ↑  Universität St. Gallen: Run-off 2013: Status quo und zukünftige Bedeutung von Run-off im deutschsprachigen Nichtleben-Versicherungsmarkt, S. 18–19.
6. ↑  Schaumlöffel, Kay: Run-off. Aufsicht über Versicherungsunternehmen, die Bestände abwickeln, BaFin-Journal März 2014, S. 17.
7. ↑  Darag übernimmt drei weitere Run-off-Portfolios. In: Versicherungswirtschaft heute. 30. Januar 2014, archiviert vom Original (nicht mehr online verfügbar) am 4. März 2016; abgerufen am 29. Juni 2015.  Info: Der Archivlink wurde automatisch eingesetzt und noch nicht geprüft. Bitte prüfe Original- und Archivlink gemäß Anleitung und entferne dann diesen Hinweis.